# Areg Ēlibekyan
Areg Ṙobert Ēlibekyan, in armeno Արեգ Ռոբերտի Էլիբեկյան (Erevan, 29 giugno 1970), è un pittore e artista armeno naturalizzato francese.

## Biografia
Areg Elibekyan è nato a Erevan, Armenia, figlio di Robert Ēlibekyan. Dal 1987 al 1992, ha studiato presso l'Istituto di Arti e di Teatro di Erevan, ma ha vissuto a Montréal dal 1992.
I suoi lavori sono stati esposti in Armenia, Francia, Libano, Canada e negli Stati Uniti e presentato presso il Museo d'Arte Moderna di Yerevan, il Museo Alex & Marie Manoogian di Detroit e la Galleria d'Arte Arame, Yerevan, in Armenia.
Dal 2009, Elibekyan è stato insegnante di arte al Museo delle belle arti di Montréal.